# Hector Lemaire

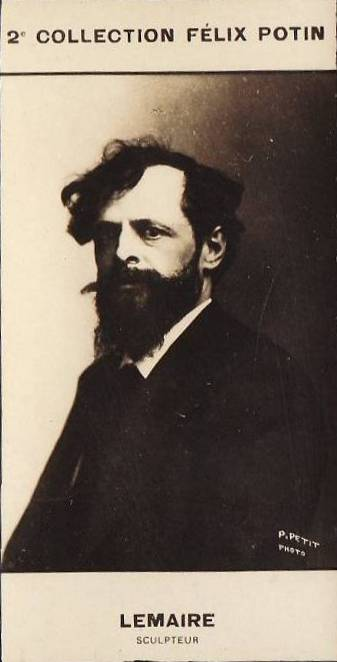
Hector Lemaire (etwa 1909)

Hector Lemaire, eigentlich Hector Joseph Lemaire (* 15. August 1846 in Lille, Département Nord; † 14. Mai 1933 in Paris) war ein französischer Bildhauer.

## Leben
Seinen ersten künstlerischen Unterricht erfuhr Lemaire an der École des Beaux-Arts (EBA) seiner Heimatstadt. Als einer der besten Schüler seines Jahrgangs bewilligte man ihm ein Stipendium, das ihm zwischen 1866 und 1870 einen Aufenthalt im Atelier Wicar in Rom ermöglichte.
Im Frühjahr 1870 kehrte Lemaire nach Frankreich zurück und ließ sich in Paris nieder. Zu Beginn des Deutsch-Französischen Krieges meldete er sich als Freiwilliger zur Armee. Nach Kriegsende kehrte er nach Paris zurück und wurde an der dortigen EBA u. a. Schüler von Augustin-Alexandre Dumont und Alexandre Falguière.
Bereits im Jahr zuvor, 1869, konnte Lemaire auf Empfehlung seiner Lehrer auf der großen Jahresausstellung des Salon de Paris erfolgreich debütieren. In den folgenden Jahren waren auf diesen Ausstellungen immer wieder Werke von Lemaire zu sehen, welche auch von der offiziellen Kunstkritik lobend erwähnt wurden.
Neben seinen Arbeiten in seinem Atelier wirkte Lemaire in Paris viele Jahre auch als Dozent an der EBA, welche er als Schüler bereits besucht hatte. Werke von Lemaire befinden sich heute unter anderem im Besitz des Musée de la Chartreuse im nordfranzösischen Douai.

## Schüler (Auswahl)
- André Becquerel (1893–1981)
- Édouard Chassaing
- Charles Despiau (1874–1946)
- Victor Nicolas (1906–11979)

## Werke (Auswahl)
- Deux musiciennes. 1877.
- Andromède enchaînée. 1901.
- La roche qui pleure. Um 1900.
- Vase avec Pan. 1923.
- Deux Amours. 1884.